# رحلة عذاب (فلم)
رحلة عذاب هو فيلم درامي مصري من إنتاج سنة 1972، من إخراج رضا ميسر، وتأليف أمين عويطي ونجيب ميسر، ومن إنتاج أفلام صلاح ذو الفقار. الفيلم من بطولة ناهد شريف، وتوفيق الدقن، وزياد مولوي، وأديب قدورة.

## ملخص القصة
سهير مطربة متزوجة من رجل تحبه دون أن تنجب له، يتزوج من امرأة أخرى ويهجرها، تنجب له زوجته طفلان، تصاب سهير بأحزان تدفعها لأن يحقنها ممرض بالمورفين وتصبح مدمنة ثم تتزوج منه لحاجتها إلى الحقن، يموت الزوج وامرأته في حادث على الطريق وتتولى سهير تربية الطفلين هالة وهاني.

## طاقم التمثيل
- ناهد شريف بدور سهير وجدى
- توفيق الدقن بدور شرف
- زياد مولوي بدور ممدوح وهبى
- هاني فوزي بدور هانى رشدى
- هالة فوزي بدور هالة رشدى
- أديب قدورة بدور رشدى
- نجاح حفيظ بدور نبيلة
- نادية أرسلان بدور أم هانى وهالة
- جيجي عمر بشخصيتها
- فؤاد حجازي بشخصيته
- صالح العويل

## وصلات خارجية
- مقالات تستعمل روابط فنية بلا صلة مع ويكي بيانات